# Fábio Augusto Justino
Fábio Augusto Justino (født 16. juni 1974) er en tidligere brasiliansk fodboldspiller.
Han har spillet for flere forskellige klubber i sin karriere, herunder Shimizu S-Pulse og Vissel Kobe.